# Lesquielles-Saint-Germain
Lesquielles-Saint-Germain é uma comuna francesa na região administrativa de Altos da França, no departamento de Aisne. Estende-se por uma área de 16,21 km². Em 2010 a comuna tinha 820 habitantes (densidade: 50,6 hab./km²).